# Jacques Lemercier
Pour les articles homonymes, voir Lemercier.

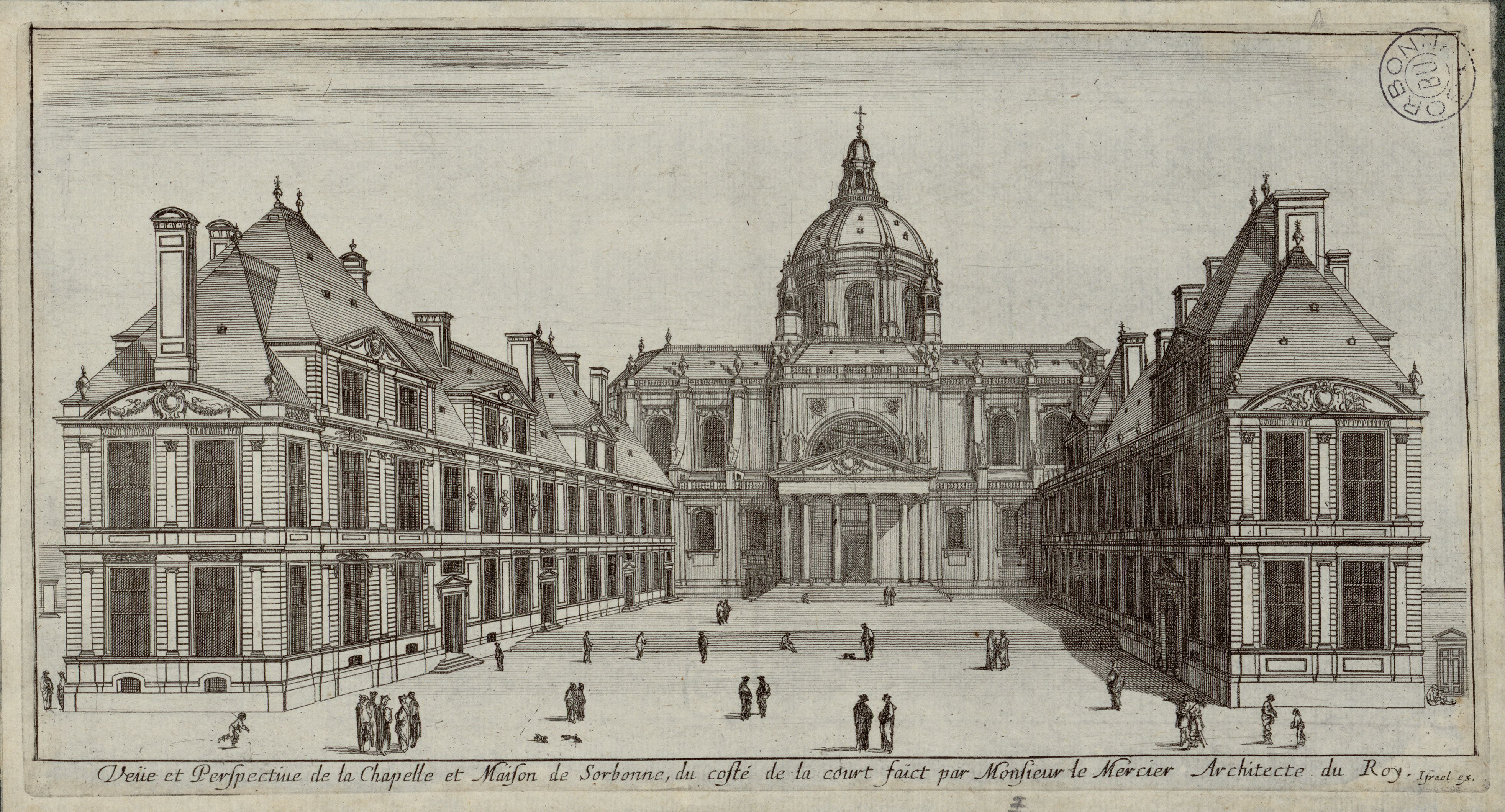
Israël Sylvestre, Vue et perspective de la chapelle et maison de Sorbonne, du côté de la cour, fait par monsieur Lemercier architecte du roi, 1649 (Bibliothèque interuniversitaire de la Sorbonne, NuBIS).

Jacques Lemercier (ou Le Mercier), né en 1585 et mort le 13 janvier 1654, est un architecte français. Il travaillera plusieurs années aux côtés de Louis XIII puis de Louis XIV.

## Biographie
Jacques Lemercier appartient à une famille d'architectes et de maîtres-maçons de Pontoise, déjà bien établie en Île-de-France et connue dès le XVIe siècle. Son grand-père, Pierre Le Mercier, et son père, Nicolas Le Mercier, ont dirigé les grands chantiers de Pontoise pour la cathédrale Saint-Maclou et l'église Notre-Dame notamment. Son frère, Pierre Le Mercier (mort en 1639), le seconde dans la réalisation de ses travaux, en particulier sur le chantier de construction du château et de la ville de Richelieu.
Formé d'abord auprès de son père, puis par un séjour à Rome entre 1607 et 1611, il est de retour en France en 1612. Il construit le couvent des Minimes de Fublaines, près de Meaux. Il réside alors à Montereau, travaillant sans doute au pont sur la Seine ; on le consulte en effet dans les années suivantes pour les ponts de Toulouse (1613-1616), Lyon (1619) et Rouen (1620). En 1617, il bâtit à Paris l'amphithéâtre de médecine de la rue de la Bûcherie (détruit), en 1622 il dessine le portail du château de Dracy-Saint-Loup (Saône-et-Loire), et en 1623 il est consulté pour l'église Saint-Eustache à Paris.
Qualifié d'architecte du roi dès 1615, Lemercier touche 1 200 livres de gages en 1618. 
En 1624, il est désigné par Richelieu pour terminer les travaux de la Cour Carrée du Louvre, où il double la façade de Pierre Lescot au-delà du pavillon de l'Horloge. Il est amené à travailler au Palais du Louvre jusqu'à la fin de sa vie.
Proche de Richelieu, il se voit confier la réalisation de plusieurs bâtiments qui assoient le pouvoir personnel et la renommée de ce dernier. Ainsi, entre 1629 et 1636, il réalise le Palais Cardinal. À partir de 1629 et jusqu'à la fin de sa vie, il travaille à la chapelle et à différents bâtiments de la Sorbonne dont Richelieu est nommé proviseur à partir de 1622. Enfin, en 1631 il commence le château de Richelieu, terminé en 1637 puis il réalise les plans de la ville nouvelle de Richelieu.
En 1639, il devient Premier architecte du Roi.
Outre ses qualités d'architecte, il est également urbaniste, décorateur et dessinateur de jardins. Il est inhumé à l'église Saint-Germain-l'Auxerrois.

## Principales œuvres
- Oratoire du Louvre (1621–1630)[5],[6]
- La Chapelle de la Sorbonne en 1626.
- Le Pavillon de l'Horloge au Louvre, ainsi que le quart Nord-Ouest de la cour carrée : il créé la copie au nord de la façade de Pierre Lescot pour respecter la symétrie avec cette dernière, élève le pavillon d'angle et commence l'aile septentrionale.
- Le Palais-Royal à Paris en 1629
- En 1645, Mazarin fait appel à François Mansart pour reconstruire les bâtiments conventuels de l'abbaye du Val-de-Grâce et son église. Les travaux débutent au printemps 1645, mais l'année suivante il en est déchargé au profit de Jacques Lemercier.
- L'Église Saint-Joseph-des-Carmes à Paris
- La façade de l'église Saint-Pierre-Saint-Paul de Rueil-Malmaison
- Le château et la ville de Richelieu (Indre-et-Loire) à partir de 1631.
- Le château des Ducs de la Trémoïlle, à Thouars (Deux-Sèvres) à partir de 1638.
- Gravure du Palazzo Caprarola. Réalisée à 23 ans, elle a suscité l'admiration des contemporains. Musei Vaticani – Biblioteca Apostolica Vaticana (Bibliothèque Apostolique Vaticane). «Palazzo Caprarola»[7]. Gravure exécutée à 23 ans (cm. 58 x 89), du palazzo du cardinal Odoardo Farnese dans cette commune du Lazio (Latium), province de Viterbo. Cette gravure a été abondamment reproduite jusqu’à nos jours, entièrement ou partiellement, dans de nombreux pays, depuis son inclusion par Francesco Villamena dans les annexes à son édition de 1617 de «Regola delli cinqve ordine d’architettvra di m. Iacomo Barrozzio di Vignola».

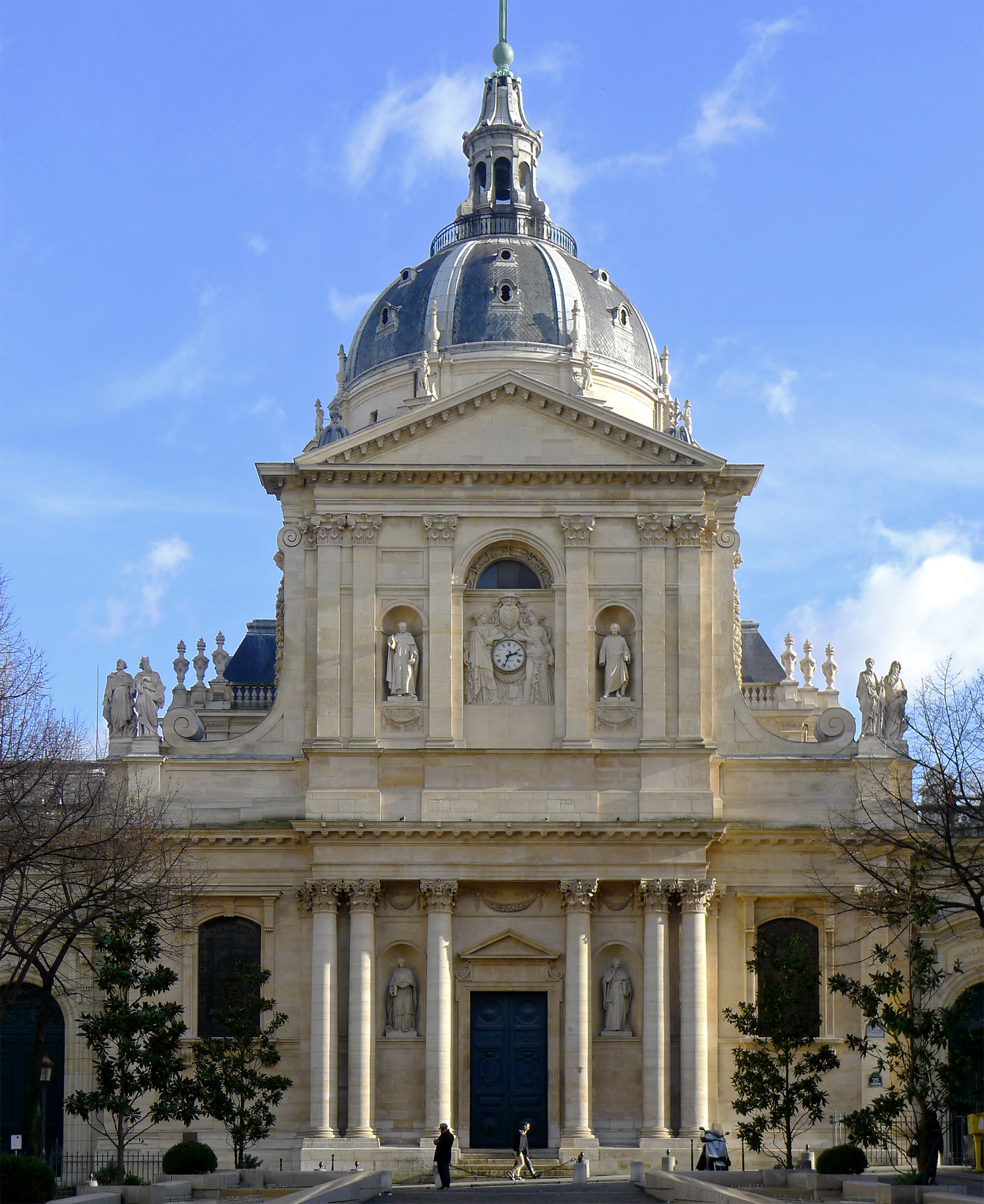
Église de la Sorbonne
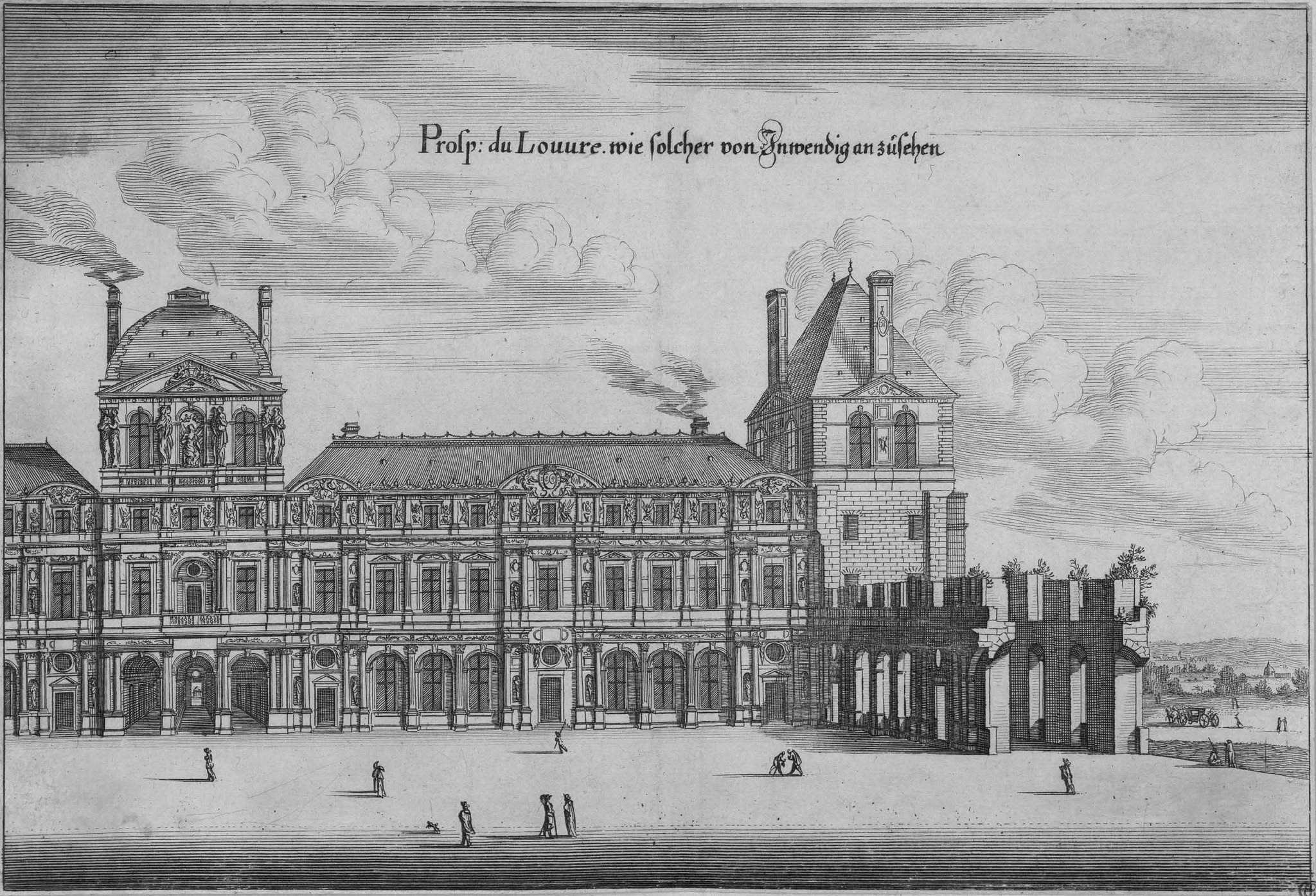
Partie de la cour carrée du Louvre (façade occidentale) élevée par Lemercier - 1642
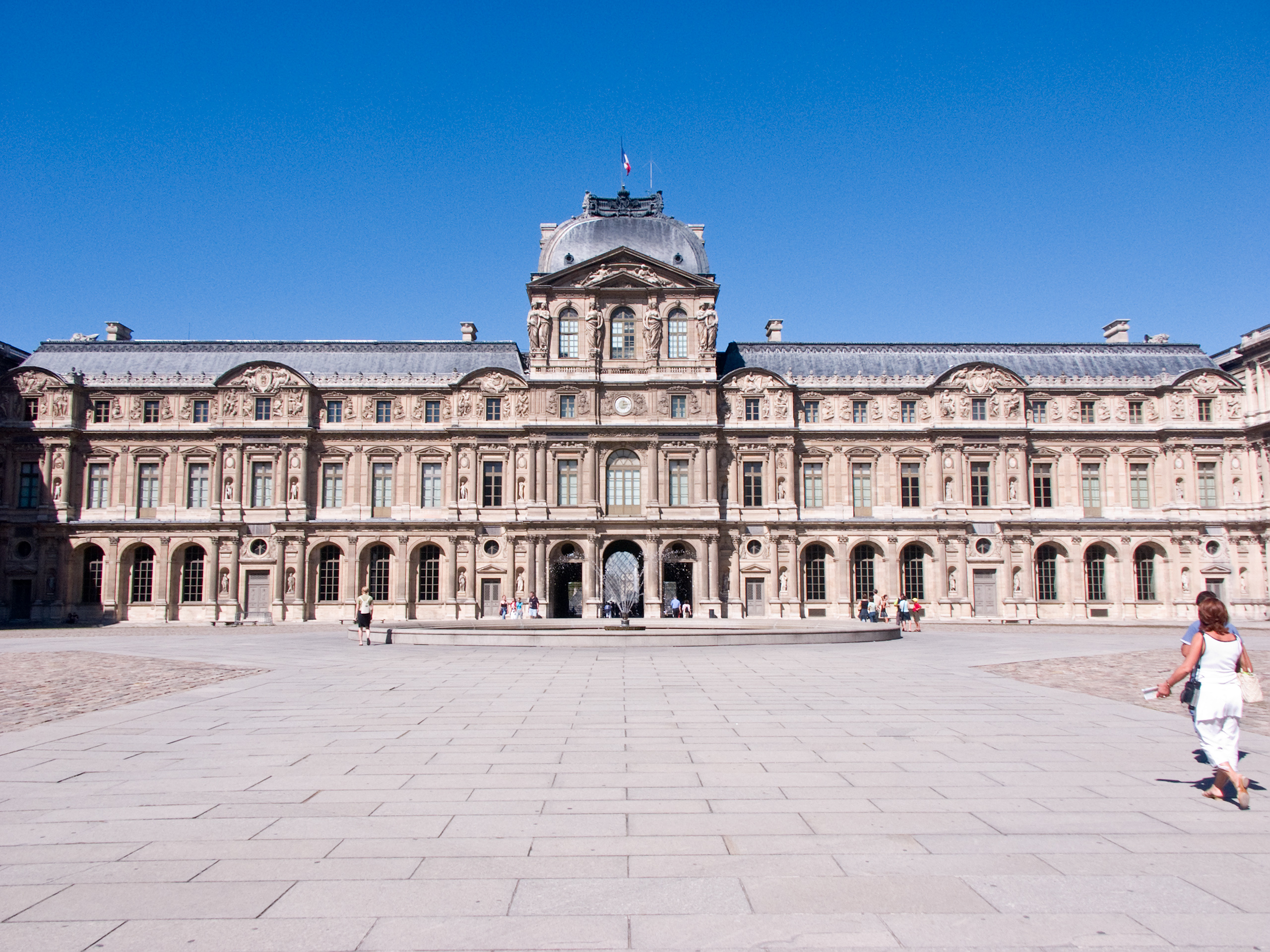
Pavillon de l'Horloge - Louvre
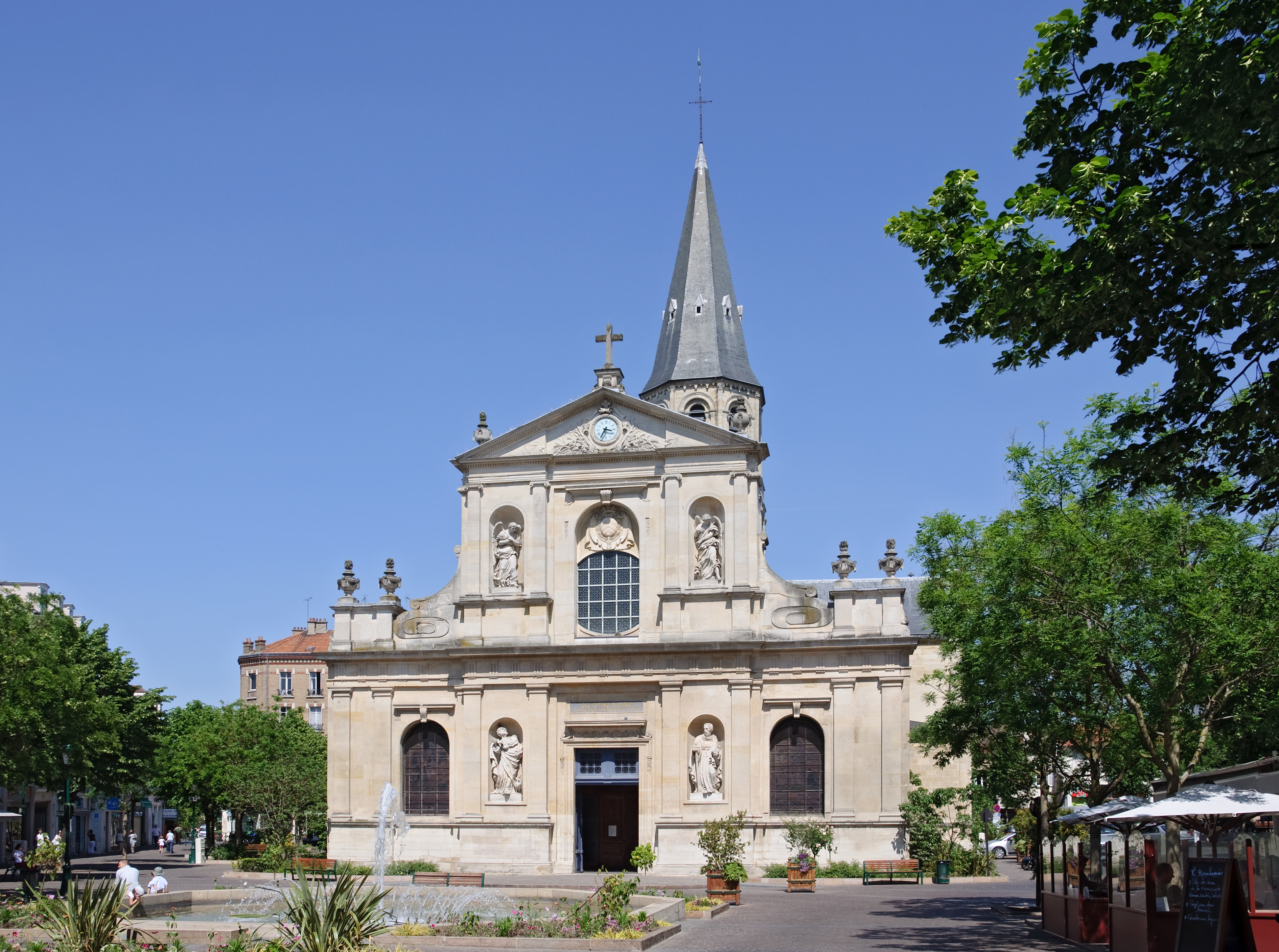
Église Saint-Pierre Saint-Paul de Rueil-Malmaison